# 麻雀鬼ウキョウ
『麻雀鬼ウキョウ』（まーじゃんきウキョウ）は橋本俊二による日本の漫画。『週刊少年チャンピオン』（秋田書店）にて、1998年から2000年まで連載されていた麻雀漫画である。単行本は全9巻。また、コンビニ版で「デストラップ麻雀大会編」が刊行されている。

## あらすじ
質実剛健・文武両道を旨とする私立天王山学園に学費・寮費免除の特待生、松本右侠が転校してきた。その日から、右侠と麻雀同好会との壮絶な闘いが始まる。

## 登場人物
松本右侠（まつもと うきょう）
主人公。早くに両親を失い伯父に麻雀を教え込まれた。
村上肇（むらかみ はじめ）
右侠の友人。右侠と一緒に転校してきた。
加納光一郎（かのう こういちろう）
麻雀同好会の副長。
九重京香（ここのえ きょうか）
麻雀同好会のメンバーの少女。
白坂涼（しらさか りょう）
デストラップ麻雀大会で右侠とコンビを組む少女。
名無シ
イカサマを駆使する雀士だが、実は涼の父。本名は白坂誠（しらさか まこと）。